# مسلمو كاهار
كاهار هو مجتمع مسلم يتواجدون في شمال شرق الهند وبنغلاديش. هم مجتمع من المزارعين، وهم مسلمون متحويل من الطبقة الهندوسية كاهار. ويعرف كاهاريون أيضًا باسم ساردار (تعني الزعيم)، وخاصة في منطقة مرشدأباد.

## الأصل
يدعي مسلمو كاهار أنهم ينحدرون من المستوطنين الباشتون، الذين جاءوا إلى البنغال في وقت مبكر من العصور الوسطى. كانوا تقليديًا مجموعة من حاملي المِحَفّة، وهو تقليد لم يعد يمارس من قبل المجتمع. ويقال إن كلمة كاهار مشتقة من الكلمة السنسكريتية شاندا كارا، بمعنى أولئك الذين يحملون الأشياء على أكتافهم. وهي مهنة منتشرة على نطاق واسع إلى حد ما في ولاية البنغال الغربية وبنغلاديش، ولا سيما في مقاطعات مرشد أبادومنطقة 24 بارغاناس. يتحدث الكاهاريون اللغة البنغالية وهم مسلمين سنة.